# Ugo Ferrante
Pour les articles homonymes, voir Ferrante.
Ugo Ferrante (né le 18 juillet 1945 et mort le 29 novembre 2004) est un footballeur international italien, qui évoluait au poste de défenseur.

## Carrière
Après avoir été formé à Pro Vercelli, il débute en professionnel le 31 mai 1964 contre Bari avec la Fiorentina. Libéro de la défense pendant de longues années, il remporte la coupe d'Italie et le championnat. Il se blesse à la fin de la saison 1971-1972 dans un choc avec Francesco Scaratti lors du match contre la Roma. 
Le repos forcé qui en découle lui fait rater le wagon pour l'équipe nationale. Il a tout de même eu le temps d'être sélectionné pour la coupe du monde 1970, en tant que remplaçant de Pierluigi Cera. En 1972, il est transféré à Lanerossi Vicenza où il contribue au maintien de l'équipe en Serie A. 
Il met fin à sa carrière en 1976. Malgré son poste exposé (libéro), il n'a jamais été expulsé. Il meurt à 59 ans des suites d'un cancer.

## Palmarès
- Vainqueur de la Coupe Mitropa en 1966 avec la Fiorentina
- Champion d'Italie en 1969 avec la Fiorentina
- Vainqueur de la Coupe d'Italie en 1966 avec la Fiorentina